# Aleksander Mervar
Aleksander Mervar, slovenski menedžer
Mervar je trenutno direktor družbe ELES, sistemskega operaterja elektroenergetskega sistema Slovenije.

## Življenjepis
Mervar je sprva končal študij ekonomije na Ekonomski fakulteti v Ljubljani, nato pa še specialistični in magistrski študij managementa na Fakulteti za management v Kopru.
Sprva zaposlen kot računovodja v trbovljskemu podjetju Strojegradnja, je leta 1991 postal direktorja sektorja in namestnik direktorja tako v Strojegradnji, nato pa še v trboveljskem rudniku (1995-1998).
Leta 1998 je postal direktor gospodarsko-finančnega sektorja Termoelektrarne Trbovlje, kjer je opravljal tudi dolžnosti namestnika glavnega direktorja in člana upravnega odbora. Leta 2001 je bil imenovan za v. d. direktorja ljubljanskega Te-Tola, nato pa je leta 2006 postal član upravnega odbora Istrabenza-Gorenje in leta 2009 član upravnega odbora Elektra Slovenije. Od oktobra 2013 je direktor ELES-a.
Prav tako je bil predsednik nadzornega sveta Geoplina in Geoplina plinovodi (2003-2005), in podpredsednik nadzornega sveta Slovenske odškodninske družbe (2008-2012). Trenutno je predsednik nadzornega sveta Stelkoma, član nadzornega sveta Kapitalske družbe in član skupščine Gospodarske zbornice Slovenije.

## Politična kariera
Predhodno član LDS, je bil leta 2007 ustanovni član stranke Zares, nato pa je bil tudi povezan s stranko Državljanska lista. Deloval je predvsem na lokalni ravni v domači občini Zagorje ob Savi.
Med drugim je bil član nadzornega odbora Občine Zagorje ob Savi.

## Nagrade
Leta 2016 je prejel priznanje za menedžerja desetletja jugovzhodne in srednje Evrope s strani Evropske neodvisne agencije, časopisa Euromanager in Evropskega združenja managerjev.

## Dela
- Obračun stroškov po stroškovnih nosilcih v družbi TE-VE Varnost d.d. Zagorje : diplomsko delo visoke poslovne šole (1998)
- Dejavniki oblikovanja višine končnih cen električne energije v Sloveniji do leta 2020 (2015)[13]